# سمك الجراح المرقط
سمك الجراح المرقط (الاسم العلمي: Zebrasoma gemmatum)؛ حيث يعرف أيضًا بـ التانج المرقط، أو جراح الحجر الكريم، أو جراح موريشيوس. هو سمك من أسماك الشعاب المرجانية البحرية ضمن جنس أسماك الجراح. قد يعيش هذا النوع على عمق 10 إلى 61 مترًا (33 إلى 200 قدم) أو أكثر تحت سطح البحر، ويصل طول السمكة إلى 22 سنتيمتر (8.7 بوصة) كحد أقصى. تم العثور على سمك الجراح المرقط في غرب المحيط الهندي قبالة سواحل كل من موزمبيق وجنوب إفريقيا ومدغشقر، كما عُثر عليه أيضًا بالقرب من جزر لا ريونيون وموريشيوس. تعد عينة سمك الجراح المرقط عالية القيمة من قبل متخصصي الأحياء المائية وأحواض السمك، وغالبًا ما تتطلب أسعارًا تصل إلى 3000 دولار أمريكي أو أكثر.

## معرض صور

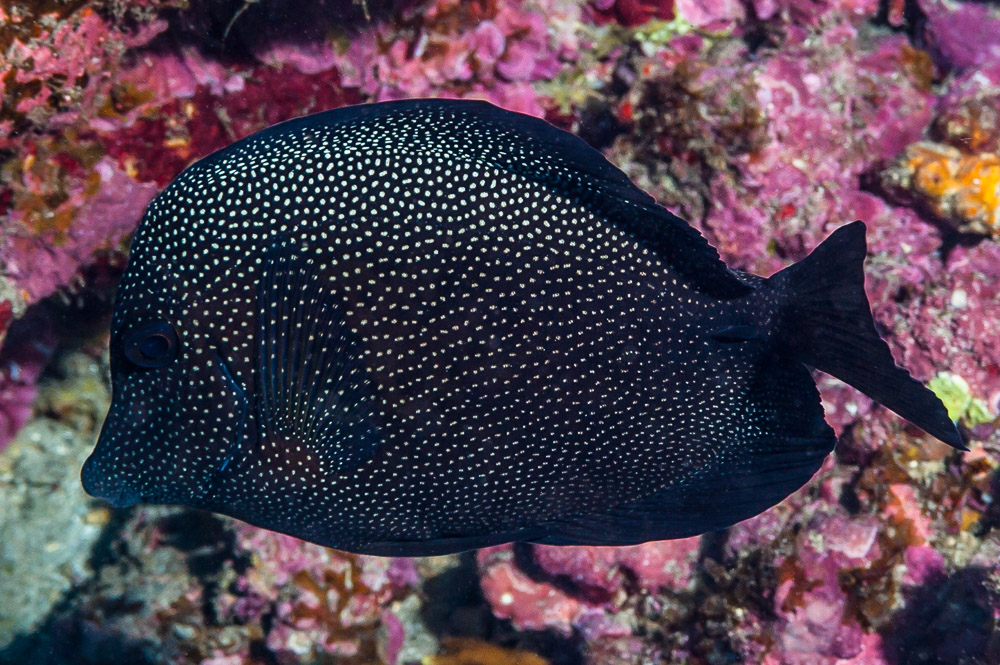
سمك جراح مرقط في لا ريونيون
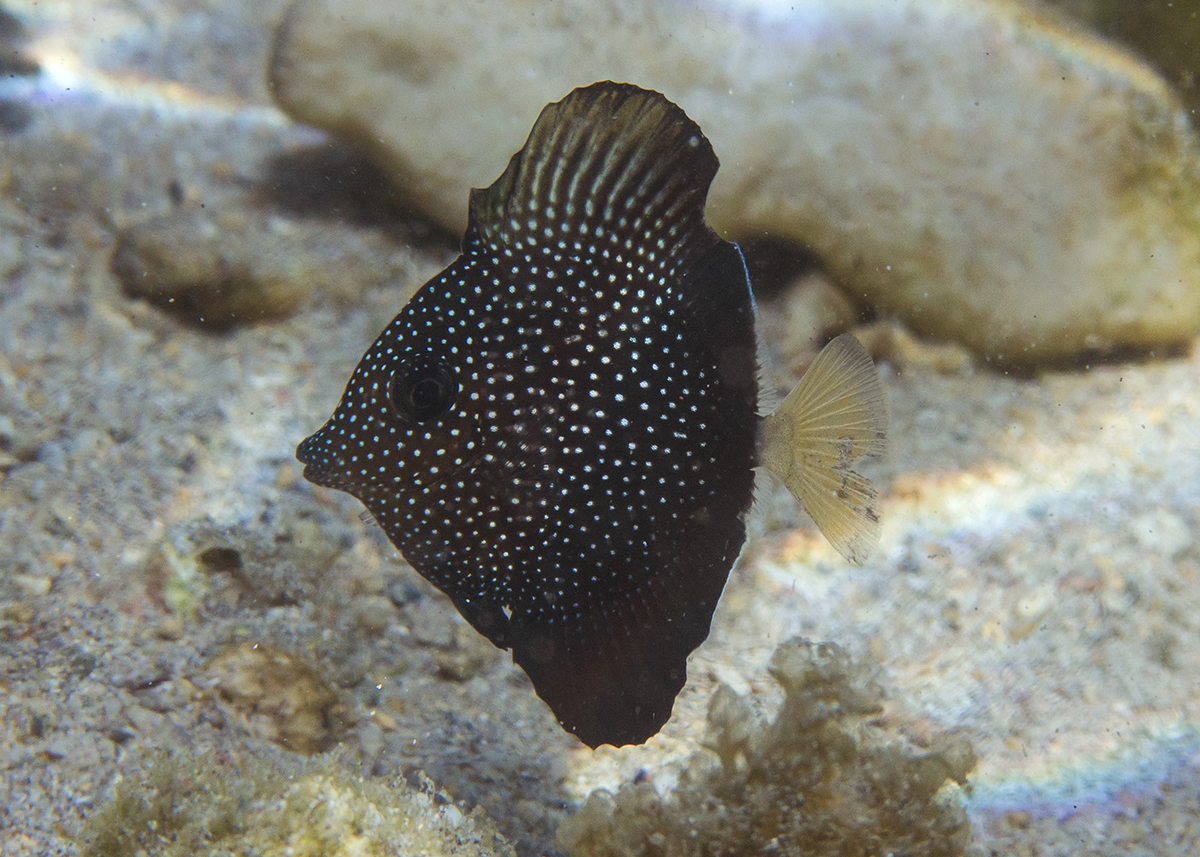
سمك جراح مرقط يافع في لا ريونيون

## وصلات خارجية
- Gem Tang (سمك الجراح المرقط)